# Freestyle BMX
Freestyle BMX is een extreme sport en is een afsplitsing van de fietscross. De afkorting BMX staat voor Bicycle Motorcross (de X staat symbool voor cross), de toevoeging Freestyle betekent vrij vertaald 'zonder regels'.
Freestyle BMX is het creatieve gebruik van fietsen die oorspronkelijk bedoeld zijn voor fietscross. Het kan worden opgedeeld in vijf disciplines; Street, Park, Vert, Dirt en Flatland.

## Disciplines

### Street
Dit is waarschijnlijk de meest voorkomende discipline. Deze vorm dankt zijn populariteit aan zijn uitvoermogelijkheden. Hoewel ze niet veel competitief voorkomt, geniet ze relatief veel aanhang. Deze vorm is vrijwel overal uitvoerbaar. De filosofie erachter is eenwording met de omgeving. Dat wil zeggen dat er gebruik wordt gemaakt van de obstakels en hellingen die in de omgeving te vinden zijn, bijvoorbeeld straatbankjes, trapleuningen, betonblokken, drempels etc. Deze klasse wordt weleens verward met Urban Freestyle.

### Park
Skatebanen worden gebruikt door BMXers, skateboarders, inline skaters en door steppers. Skatebanen kunnen gemaakt zijn van hout, beton of metaal. De rijstijl verschilt per type baan. Houten banen zijn geschikt voor simpele oefeningen, terwijl beton geschikter is voor langzamere, vloeiende stijlen. Betonnen banen hebben meestal bowls en pools. Het is niet ongewoon dat een rijder een combinatie van verschillende stijlen heeft.
Betonnen banen liggen gewoonlijk buiten, omdat ze minder kwetsbaar zijn voor de elementen. Houten banen zijn meestal populairder vanwege hun simpele constructie, beschikbaarheid van het materiaal, lage kosten en omdat ze relatief veilig zijn ten opzichte van beton.
Banen die specifiek voor BMX-gebruik zijn ontworpen, hebben over het algemeen metalen randen. De reden hiervoor is dat de axle-pegs van Freestyle BMX'en meestal meer schade aanrichten dan andere gebruikers.
Veel voorkomende obstakels:
- Full pipes - een volledige (360° periode) pijp.
- Hemisphere - een recht opstaande halve bol (180° x 180° periode).
- quarter pipes - letterlijk, een kwart pijp (90° periode) - vanaf deze obstakels kan er geaird worden, tricks uitgevoerd en snelheid gemaakt door er vanaf te rijden.
- spines - twee quarter pipes achterkant naar achterkant
- flat banks - een steil vlak stuk met een hoek van ongeveer 40 graden.
- wall rides/vert walls - een verticale muur boven een quarter pipe of een flat bank.
- miniramps - twee kleine quarter pipes die naar elkaar toe gericht staan, ongeveer als een halfpipe, maar met een kort vlak stuk tussen de twee.
- hips - feitelijk twee quarter pipes of flat banks, elk met een rand met een rechte hoek of een agressievere hoek tot de ander.
- box jumps - een steile quarter pipe-achtige lip met een uitstekend dek.
- pyramids - een piramidevormig bouwsel, dat vaak aangetroffen wordt met afgekapt dak en/of buizen.
- camel humps - een quarter pipe met een kort vlak gedeelte gevolgd door een kleine drempel; deze wordt gebruikt om te airen.
- launches - een gebogen ramp die de rijder "lanceert".
- roll-ins - een hellende ramp. Ook wel gebruikt om hoge ramps (4+ meter) aan te duiden.
- flusher - een ingegraven ramp met een hoek van ± 120° veelal gevolgd door een camel-hump, de naam komt van het Engelse "flushed", wat weggespoeld of verzonken betekent.
- Rails - ronde pijpen met onbeperkte hoeveelheden vormen, om o.a. over te "grinden".

### Vert
Wellicht de meest extreme BMX-discipline. Er wordt gebruikgemaakt van een halfpipe bestaande uit twee quarterpipes die naar elkaar toe gericht staan (ongeveer als een miniramp), maar dan 2,5 tot 4 meter hoog. De grootste ramp ooit gebruikt (anno 2008) is de X-Games big air ramp. Deze was ruim 8 meter hoog. Beide kanten van de ramp hebben een verticale verlenging, vandaar de term "Vert".
Rijders klimmen naar een van de kanten, waar ze oefeningen uitvoeren en weer op dezelfde kant landen. Bij een typische "run" wordt er van kant naar kant gereden en wordt er boven de verlenging geaired. Dit type ramp leent zich ook voor "lip tricks": oefeningen die worden uitgevoerd op de rand waar de pipe overgaat in de verticale verlenging.
Het gevaar van deze discipline houdt de meeste rijders tegen. Vandaar dat de top soms relatief lang ongewijzigd blijft.

### Trails
Trails zijn springbanen gemaakt van zand. De sprongen bestaan uit steile aanlopen, met een meestal minder steile landing. De aanloop en de landing bestaan vaak uit twee losse delen, met daartussen een kuil. De kuil wordt gemeten vanaf het hoogste punt tot het hoogste punt van de landing. Deze kuilen variëren van een halve meter tot zo'n 3,5 meter.
Trails worden ook vaak aangeduid als dirt jump. Echter, trail-rijders richten zich meer op een vloeiende stijl terwijl ze meer lastige tricks uitvoeren, waartegenover dirt-jumpers de meest extreme stunts uitvoeren.
Het verschil tussen Trails en Street bestaat uit de ramps/jumps, waarbij degenen die trails beoefenen slechts hun eigen creativiteit als grens hebben en de street-rijders beperkt zijn door hun omgeving.
Dirt Jump-fietsen wegen meer dan Cross-fietsen, maar zijn lichter dan Freestyle-fietsen. Een Cross-fiets heeft meestal slechts een achterrem met soms een detangler. De detangler zorgt ervoor dat er airborne-oefeningen zoals barspins mogelijk worden. Toch komt dit minder vaak voor dan een directe aansturing van de achterrem door middel van een enkele kabel.
Bij Trails is het niet nodig om tussentijds te trappen bij een sprong. Door te "pompen", of het naar beneden duwen van de fiets tijdens een sprong, net als het landen op het voorwiel, wordt er voldoende vaart gemaakt om de snelheid die nodig is om een sprong te maken, te behalen.
Er wordt gebruikgemaakt van de kinetische energie die opgewekt wordt door de rijder.